# L'Abattoir humain
L'Abattoir humain (titre original : Das Menschenschlachthaus. Bilder vom kommenden Krieg) est un roman d'anticipation militaire de l'écrivain et pédagogue allemand Wilhelm Lamszus paru en 1912 et traduit en langue française en 1919.

## Présentation de l'œuvre
Le roman de Wilhelm Lamszus raconte l'histoire linéaire, divisée en dix chapitres, d'un jeune homme réquisitionné pour la guerre. Ces dix chapitres sont autant de tableaux saisissants d'une guerre du futur où les machines militaires ont décuplé leur puissance meurtrière et transforment le champ de bataille en véritable boucherie.
Ce roman connaîtra une suite avec Das Irrenhaus. Visionen vom Krieg (L'asile des fous. Visions de la guerre), parue en 1914/1915, qui ne sera pas traduite en français.

## Édition française
L'Abattoir humain, traduit de l'allemand par Paul Dermée, avec une préface de Henri Barbusse, Éditions et Librairie, 1919, 117 p.